# 宮下真実
宮下 真実（みやした まみ）は、日本の女優。群馬県出身。身長158cm、血液型はA型。劇団レティクル東京座に所属

## 略歴
2019年8月よりレティクル東京座に所属
大学2年次より舞台活動を開始、以降舞台を中心に活動中。

## 人物
- 愛称は、どん、どんちゃん。
- 趣味はカードゲーム。
- 特技は電卓（珠算電卓検定一級）、さくらんぼの茎を舌で結べる。
- 好きな食べ物はチョコレート。嫌いな食べ物はからし。
- 塩そば専門店 桑ばらに不定期で現れる。

## 出演
太字は主演・ヒロイン作品

### 舞台
2017年
- 虚飾集団廻天百眼『悦楽乱歩遊戯』(2017年02月） - アイ 役
- レティクル東京座 Ｎ<ニュートラル>エンタメ公演『皇宮陰陽師アノハ』(2017年09月） - はつね 役[3]
- guizillen『ギジレン歌劇団』(2017年11月） - ドン子 役

2018年
- 虚飾集団廻天百眼『殺しの神戯』(2018年02月） - ミチアケ 役
- 物語研究所『月唱トロイメライ』(2018年03月） - 日替わりゲスト
- 愛伝一家『おひなさま、下から見るか、横から見るか、YouTubeで見るか』(2018年05月） - 坂田美央 役
- レティクル東京座 Ｄ<ダーク>エンタメ公演『氷雨丸 -常花の青年遊廓-』(2018年06月） - 万象 役[4]
- HYP39div『ボーイズオンファイヤーvsガールズオンファイヤー』(2018年08月） - ホイちゃん 役
- Revelry project『#5～明日、天気になーれ！！僕達レバリィプロジェクトでした！～』(2018年10月） - 宇野忍 役
- guizillen『ゲットバック！センチメンタルジャーニーズ』(2018年11月） - 日替わりゲスト・どんオートマトンマークII 役
- 集団as if~ 『千一夜の物語 ～as if by magic Sinbad～』(2018年12月） - アリ 役

2019年
- Revelry project『#6｢あと10分」そう言って眠る彼の横顔に私はビンタをかます』(2019年03月） - 北川紗季(主演)  役
- レティクル東京座 Ｌ<ライト>エンタメ公演『電脳演形キャステット』(2019年04月） - くじり  役[5]
- 宮下真実一人芝居『インスタント・ガールフレンド』(2019年05月） - 女1.2.3.4.5(主演)  役
- 公式愛人『ミス・キャスト』(2019年07月） - ユキナ 役
- レティクル東京座 劇団員公演『バァルエンドの月 -受胎告知-/-千年王國-』（2019年09月） - 唐月スウ&シュア/州和ノゾミ 役
- guizillen『ギジレン５さいオープニングセレモニー』（2019年12月） - 末安リコ 役

2020年
- guizillen『ギジレン５さい土木座』（2020年01月） - 梁 役
- Revelry project『#9 最終章 振替公演 『屋上に出ても見えるのは曇り空だけだった』(2020年01月） - 春来紫乃 役
- Daisy times produce『夏の泡沫(うたかた)、波に消えて』（2020年09月)[6] - 溝渕杏子 役

2021年
- ハダカハレンチ第5回本公演 『エレキ鰻は泣いている？』（2021年02月） -全公演を中止
- イベント企画OZ  『ブレインズ・グラフィティ』[7]（2021年04月）

### オンライン配信
- はらぺこペンギン！短編連続配信公演『ゼンマイノート』[8]
- Revelry Project 演ドラ企画#1『想い出はとある一室で最期に一輪の花を咲かせる』[9]

### イベント
- どんのターン～宮下真実生誕記念トークイベント～（2019年11月30日）
- 23さいおたんじょうびかい～こんなにおおきくなりました～（2019年11月30日）